# Parnelli Jones

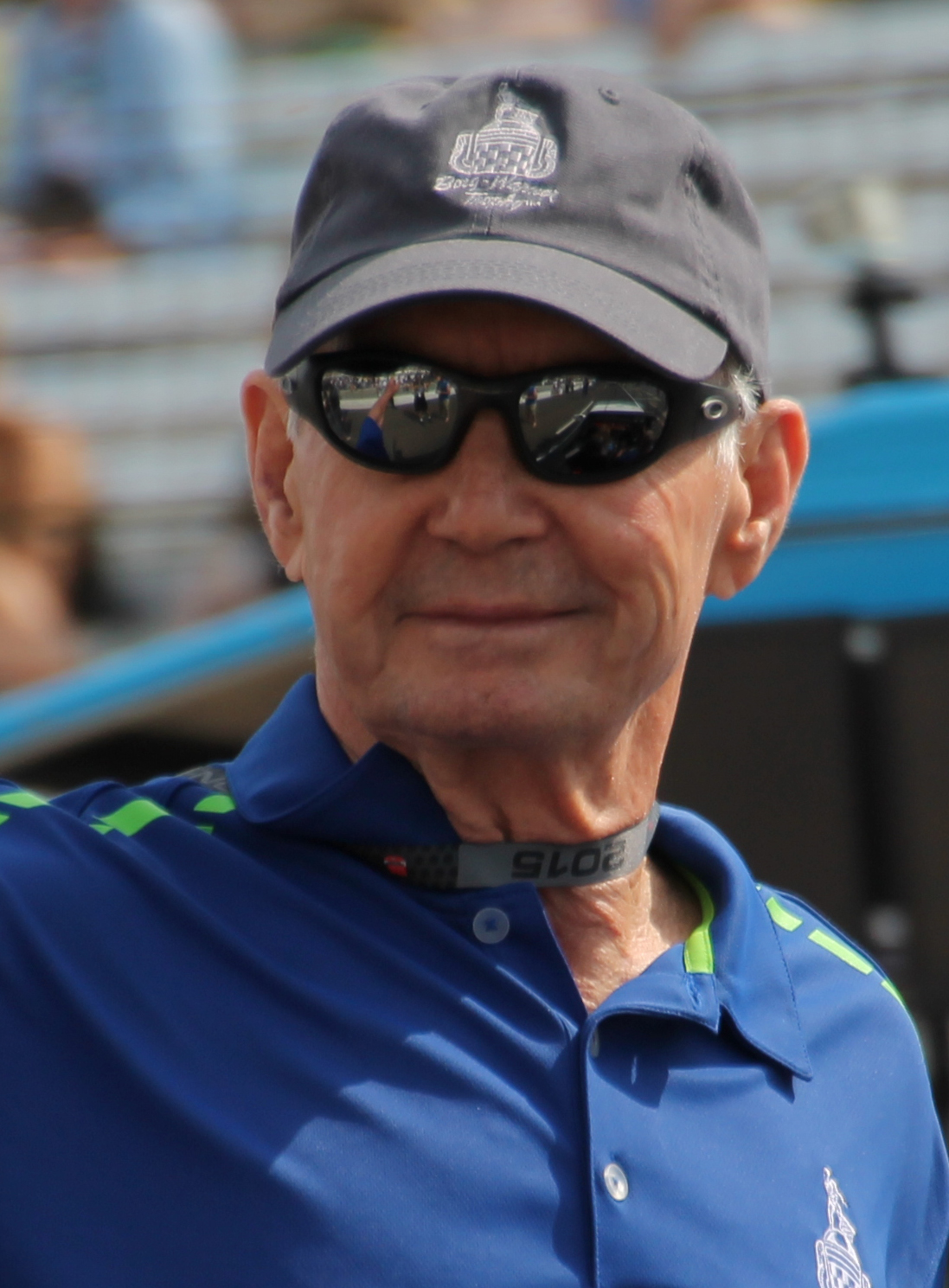
Parnelli Jones (2015)

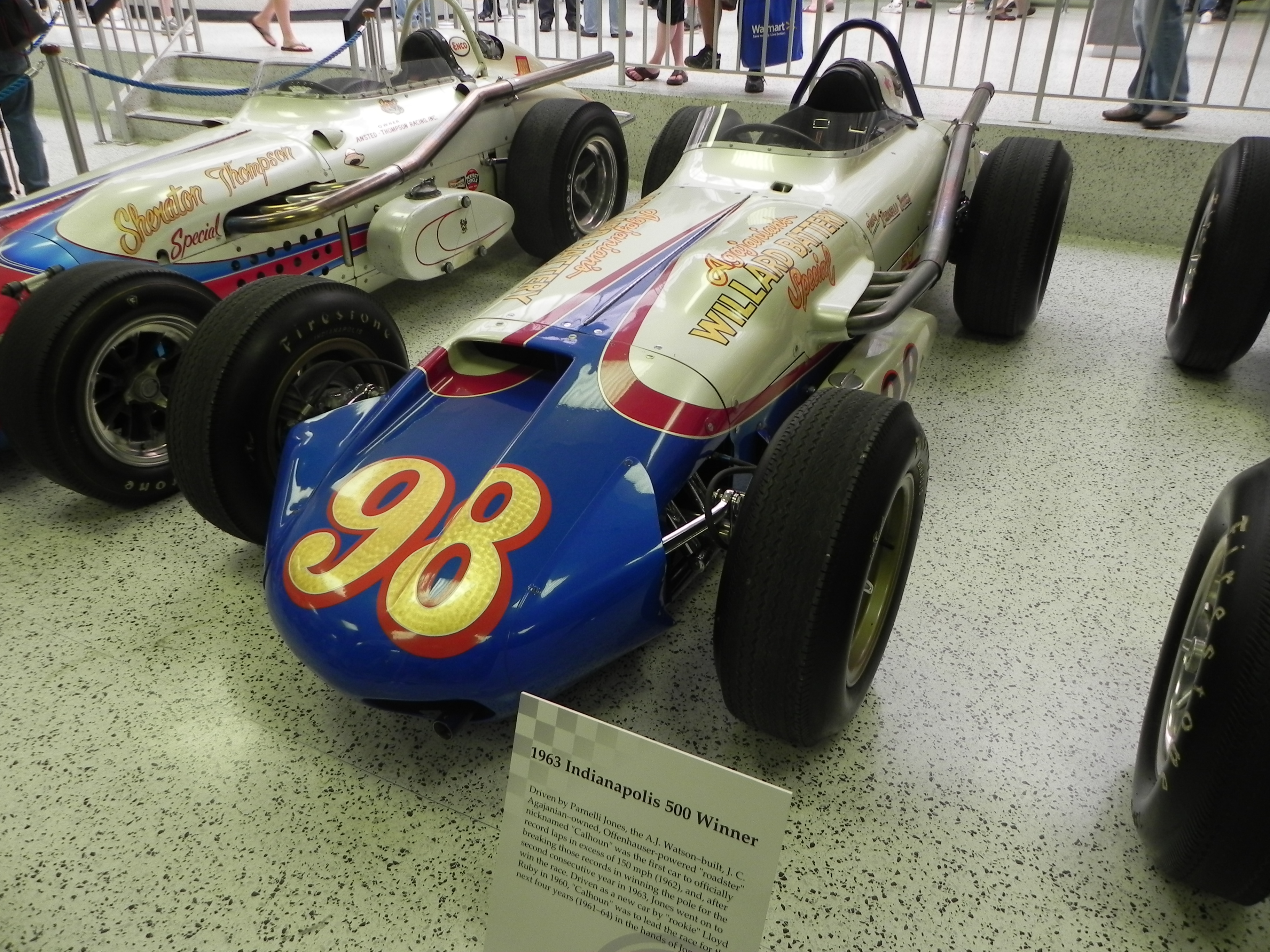
Der Watson-Offenhauser mit dem Parnelli Jones das Indianapolis 500 1963 gewann

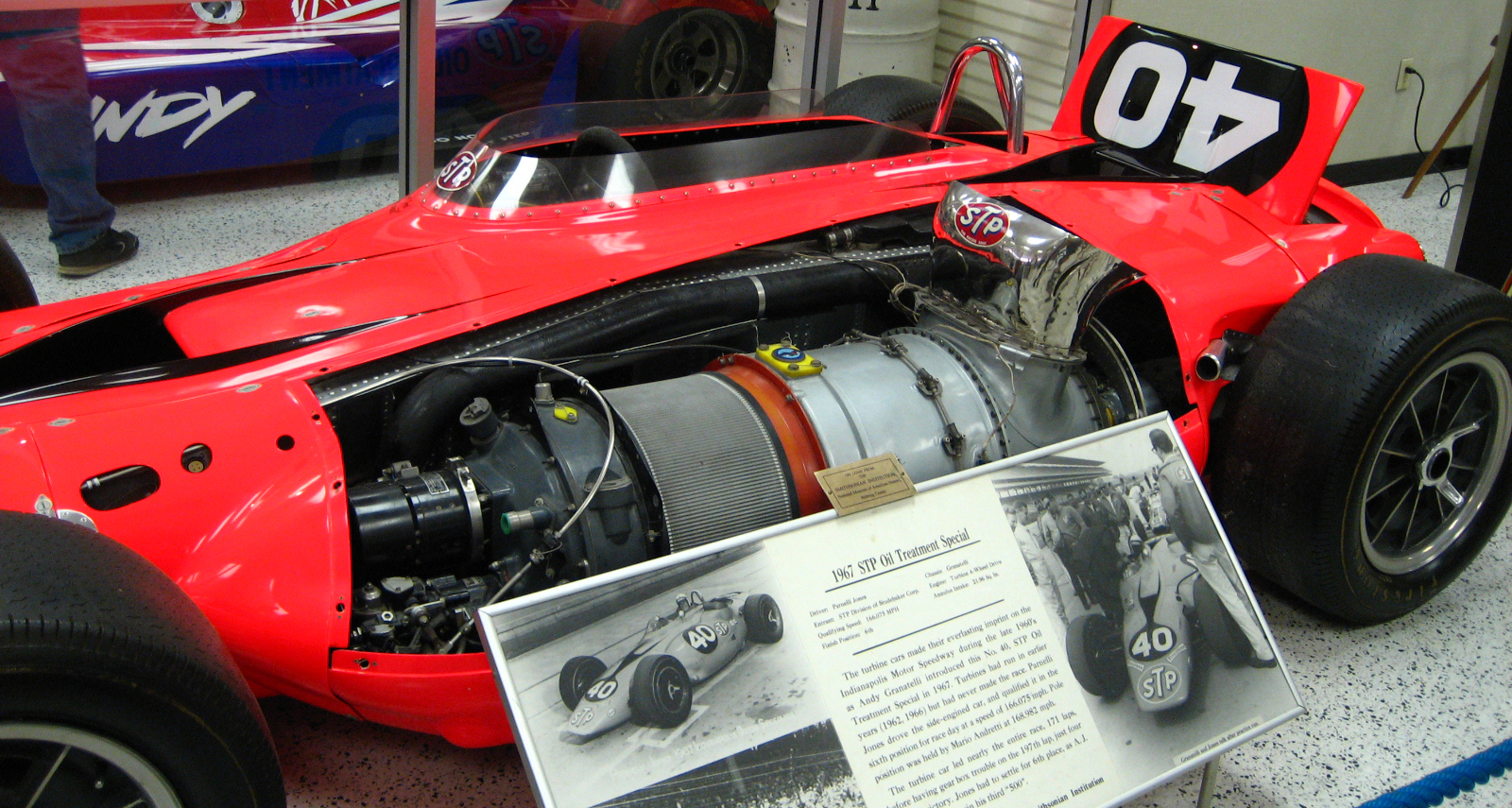
Der Granatelli-Gasturbinen-Rennwagen mit dem Jones beim Indy 500 1967 bis drei Runden vor Schluss in Führung lag

Rufus Parnell „Parnelli“ Jones (* 12. August 1933 in Texarkana, Arkansas; † 4. Juni 2024 in Torrance, Kalifornien) war ein US-amerikanischer Automobilrennfahrer und Rennstallbesitzer.

## Der Rennfahrer
Parnelli Jones wuchs in der kalifornischen Stadt Torrance auf, wo er bis zuletzt lebte. Seinen Spitznamen Parnelli bekam er von einem Jugendfreund, um vor seinen Eltern zu verschleiern, dass der noch Minderjährige mit 17 Jahren schon Autorennen fuhr.
In den 1950er-Jahren fuhr er bereits erfolgreich Stock-Car-Rennen und gewann 1960 die NASCAR-Pacific-Coast-Late-Modell-Serie. 1961 kam er mit der finanziellen Unterstützung des Promotors J. C. Agajanian erstmals als Fahrer nach Indianapolis. Er beendete das Rennen an der zwölften Stelle. 1962 war er der erste Rennfahrer in der Geschichte des 500-Meilen-Rennens, der die 150-Meilen-Barriere für eine Qualifikationsrunde übertraf. Er startete aus der Pole-Position, nachdem er im Training einen Schnitt von 150,370 mph gefahren war. Im Rennen lag er 120 Runden in Führung, musste sich am Ende des Rennens aber mit dem siebten Rang begnügen.
1963 startete er erneut aus der Pole-Position. Jones lag 167 der 200 Runden in Führung, aber zehn Runden vor Schluss geriet der mögliche Erfolg in Gefahr. Er fuhr knapp vor Jim Clark im Lotus 29, als sein Watson-Offenhauser Öl verlor. Nachdem Eddie Sachs auf der Ölspur einen Unfall hatte, wurde das Rennen durch Gelbe Flaggen neutralisiert. Starter Harlan Fengler wollte Jones mit der schwarzen Flagge schon aus dem Rennen nehmen, konnte aber von Teamchef Agajanian davon abgehalten werden. Jones gewann vor Clark. Das Lotus Team legte Protest ein, der einige Tage später jedoch abgewiesen wurde.
Ab Mitte der 1960 begann er auch Midget-Car-Rennen zu fahren und hatte 1965 beim 500-Meilen-Rennen erneut die Chance auf den Sieg. Wieder war Jim Clark sein härtester Gegner, der im Werks-Lotus 38 das bessere Ende diesmal aber für sich hatte und Jones im Lotus 34 auf den zweiten Platz verwies.
1967 führte er fast das gesamte Rennen im Gasturbinen-Rennwagen von Andy Granatelli und sah schon wie der sichere Sieger aus, als drei Runden vor Schluss ein kleines billiges Kupplungsbauteil brach und das Rennen für ihn zu Ende war. 1968 hatte er seinen letzten Auftritt in Indianapolis. Als er nach dem ersten Training Teamchef Granatelli berichtete, der Lotus 56 wäre ein unsicheres Rennfahrzeug, wurde er kurzerhand durch Joe Leonard ersetzt.
Jones entdeckte daraufhin seine Liebe zum Tourenwagensport und gewann bis 1974 eine Vielzahl von Trans-Am-Rennen. Als Ford-Werksfahrer fuhr er von 1969 bis 1971 deren Ford Mustang. Nach einem schweren Unfall bei der Baja 500 1974 trat er als Fahrer zurück. Neben seinem Erfolg in Indianapolis 1963 gewann er noch fünf weitere USAC-Meisterschaftsläufe. Bei 34 NASCAR-Starts blieb er viermal siegreich.

## Der Teamchef
Schon 1969, als er noch als Fahrer aktiv war, hatte er gemeinsam mit Vel Miletich einen Rennstall – Vel’s Parnelli Jones Racing – gegründet. Als Teamchef gewann er 1970 und 1971 mit Al Unser zweimal das 500-Meilen-Rennen und ab 1971 dreimal in Folge die USAC-Meisterschaft. 1974 stieg das Team sogar in die Formel-1-Weltmeisterschaft ein, zog sich 1976 nach wenig Erfolg aber wieder zurück.

## Privates
In den 1980er-Jahren begann er ein Leben abseits der Rennstrecken aufzubauen und stieg in den Reifenhandel ein. Er eröffnete Schritt für Schritt 47 große Verkaufsstellen im ganzen Land. Sein Sohn P. J. Jones wurde ebenfalls Rennfahrer und ist in der NASCAR und in der Indy Racing League aktiv.
Er starb im Juni 2024.